# Ballochia
Ballochia es un género de plantas con flores perteneciente a la familia Acanthaceae. El género tiene 4 especies de hierbas descritas y de estas, solo 3 aceptadas: Es originario de Socotora.

## Taxonomía
El género fue descrito por Isaac Bayley Balfour y publicado en Proceedings of the Royal Society of Edinburgh 12: 86. 1884. La especie tipo es: Ballochia rotundifolia

## Especies deBallochia
- Ballochia amoena
- Ballochia atrovirgata
- Ballochia rotundifolia